# يوهان ملك ساكسونيا

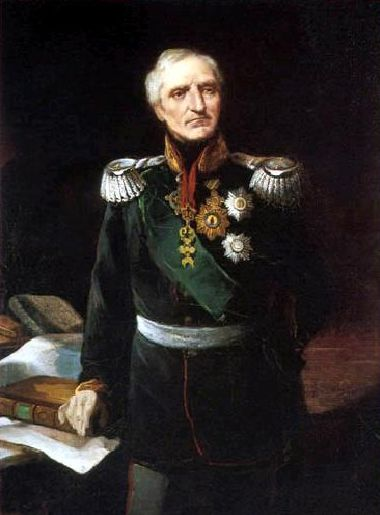
جون ملك سكسونيا

جون ملك سكسونيا (بالألمانية: Johann von Sachsen) (12 ديسمبر 1801 - 29 أكتوبر 1873) كان ملك سكسونيا بين 9 أغسطس 1854 - 29 أكتوبر 1873.

## روابط خارجية
- يوهان ملك ساكسونيا على موقع الموسوعة البريطانية (الإنجليزية)